# Noč v Evropi
Noč v Evropi je družbeni roman, ki ga je napisala slovenska pisateljica Polona Glavan. Knjiga je prvič izšla leta 2001 v Ljubljani pri Študentski založbi. Delo je bilo leto kasneje nominirano za nagrado kresnik.

## Vsebina
Roman pripoveduje zgodbe ljudi v petih poglavjih. Vsako poglavje je osredotočeno na osrednji dogodek, ki se navezuje na eno ali več oseb hkrati. Zgodba se skoraj v celoti odvija na vlaku iz Pariza v Amsterdam v eni noči, konec avgusta leta 1998.
V začetku spoznamo Christiana in njegovo dekle, ki lovita vlak. V kupeju spoznata Giordiana, ki je celotno potovanje razmišljal o dekletu, ki ga je spoznal na potepu po Balkanu. Prepir povzroči solze, zato dekle v jezi steče brez majice na hodnik. V drugem poglavju spoznamo slovensko dekle Nino, ki razmišlja o dekletu, ki se ji je pridružilo v kupe, in o fantu, ki ji je všeč. Sprašuje se, če o njej razmišlja tudi on. Ko se dekleti spoznata, ji Nataša pove, da je noseča in da gre v Haag s prav posebnim namenom. Nina pa ji pove svojo slabo izkušnjo o tem, kako je ostala brez denarnice na poti v Krakov. Dekleti se spoprijateljita v času Natašine največje stiske.  Ko bolečine minejo, Nina končno zaspi, a Nataše proti jutru ni več. Medtem se v tretjem poglavju v sosednjem kupeju nevedoč o dogajanju zraven glasno pregovarja skupina mladeničev o krajih, ki so jih že obiskali, o dekletih, s katerimi so se družili, o hrani in zabavah. V četrtem poglavju spoznamo dekle, ki se na vlaku umakne skupini njej nevarnih mladeničev in spozna na videz mirnega fanta, ki si želi le samote v kupeju. A kot spoznamo ob prebiranju romana, fant ni tako nedolžen, kot je videti. Michaelu je dekle postalo všeč, zato se je začel veseliti družbe. V tem delu tudi prepoznamo prvo povezavo, ki je prikazana na humorističen, a dramatičen način. Z zadnjim poglavjem se zgodba zaključi s presenetljivim zaključkom, zaljubljenca se nočeta ločiti, skupine pa se z izstopom razidejo. Z epilogom se zgodba poveže v nekakšen krog, ki poveže posamezne zgodbe v celoto.
Vse osebe povezuje plastenka vode, cigareti in interrailska karta za vlak.

## Zbirka
Knjiga je izšla kot del zbirke Beletrina pri Študentski založbi.

## Izdaje in prevodi
Druga izdaja je izšla leta 2011. 

## Ocene in nagrade
Delo se je uvrstilo med prvih pet za Kresnikovo nagrado.
Poleg skorajšne dobitnice zgoraj omenjene nagrade ljudje z zanimanjem prebirajo tako njene kratke zgodbe, zgodbe v periodiki kot tudi zgodbe v enem kosu, kot je npr. roman Noč v Evropi. Z velikim veseljem roman prebirajo predvsem ljudje, ki radi potujejo z vlakom. Poleg tega pa tudi avtorica s svojim pisanjem pritegne bralca v pisan svet literarnih oseb, s katerimi se lahko primerjamo.